# Lepidotarsa
Lepidotarsa é um gênero de traça pertencente à família Agonoxenidae.